# كأس ترينيداد وتوباغو 2009
كأس ترينيداد وتوباغو 2009 هو موسم من كأس ترينيداد وتوباغو ‏. كان عدد الأندية المشاركة فيه 32، وفاز فيه نادي جو بابليك.